# Jama'at Nasr al-Islam wal Muslimin
Jama'at Nasr al-Islam wal Muslimin (em árabe: جماعة نصرة الإسلام والمسلمين, Jamāʿat nuṣrat al-islām wal-muslimīn, JNIM; em francês:  Groupe de soutien à l'islam et aux musulmans, GSIM; em português:  Grupo de Apoio ao Islã e aos Muçulmanos) é uma coalizão de grupos armados jihadistas que atua no Magrebe e na África Ocidental e se autodeclara o ramo oficial de al-Qaeda no Mali.
Surgiu em resposta à criação do G5 do Sahel e à intervenção militar francesa na região através da Operação Barkhane. Também procura se apresentar como um grupo poderoso e contra a influência e expansão do Estado Islâmico na área, um grupo com o qual a al-Qaeda rivaliza.
A criação do JNIM foi anunciada no dia 1º de março de 2017, em vídeo enviado à Agence Nouakchott Information (ANI), uma agência mauritana de notícias, e transmitido no dia seguinte. No vídeo, apareciam vários líderes jihadistas: Iyad Ag Ghali, emir do grupo Ansar al-Din; Djamel Okacha, líder de AQMI no Sahel; Amadou Koufa (morto em novembro de 2018), da katiba Macina; Abu Hassan al-Ansari (morto em fevereiro de 2018), adjunto de Mokhtar Belmokhtar, de Al Murabitun (dado como morto em várias ocasiões e que não aparece no vídeo); e Abu Abderrahman El Senhadji, cádi da AQMI. Estes anunciaram a união dos vários grupos em uma única estrutura e prometeram lealdade a Ayman al-Zawahiri, líder de Al-Qaeda; a Abdelmalek Droukdel, líder de AQMI (morto em junho de 2020); e a Haibatullah Akhundzada, líder do Talibã. Iyad Ag Ghali foi apontado como líder do JNIM.  De fato, essas organizações já estavam intimamente ligadas, antes da fusão, atuando de maneira coordenada em várias operações. Todas juraram lealdade a Ayman al-Zawahiri, o emir da al-Qaeda; a Abdelmalek Droukdel, da AQMI; e a Haibatullah Akhundzada, do Talibã. Iyad Ag Ghali é o líder da coalizão.
Em 2018, o JNIM foi reconhecido, pelos Estados Unidos, como organização terrorista estrangeira, e incluído na lista de sanções, pelo Conselho de Segurança da ONU, por suas ligações com al-Qaeda.